# الحارس الشخصي (فلم 2016)
الحارس الشخصي هو فيلم حركة يتم إنتاجه في هونغ كونغ خلال سنة 2016. الفيلم من إخراج سامو هونغ من بطولة سامو هونغ وأندي لاو.

## روابط خارجية
- مقالات تستعمل روابط فنية بلا صلة مع ويكي بيانات